# Orosí
Der Orosí ist ein Komplex erloschener Schichtvulkane im Nordwesten Costa Ricas. Er liegt im Nationalpark Guanacaste, nahe der Grenze zu Nicaragua. Der eigentliche Orosí hat eine konische Form mit allerdings stark erodierten Flanken. Der Komplex besteht aus den Schichtvulkanen Orosí, Orosilito, Pedregal und Cacao. Höchster Berg ist der 1659 m hohe Cacao, 5,5 km südöstlich des eigentlichen Orosí. Das Alter der letzten vulkanischen Aktivität des Orosí ist nicht bekannt. Laut historische Berichten soll der Orosí 1844 und 1849 ausgebrochen sein, aber sogar zum Zeitpunkt der ersten vulkanologischen Beobachtungen am Ende des neunzehnten Jahrhunderts war der Orosí mit großen Bäumen überwachsen, und die Eruptionen fanden höchstwahrscheinlich am benachbarten Rincón de la Vieja statt. Die jüngste belegte vulkanische Aktivität am Orosí erzeugte vor 3500 Jahren Lahare.
Das Gebiet rund um den Vulkan ist vor allem wegen seiner großen Artenvielfalt ein beliebtes Touristenziel.
Am Fuße des Berges befindet sich die Maritza Biological Station, eine Forschungseinrichtung, die Studien zu tropischen Ökosystemen durchführt. Sie wurde 1989 mit Hilfe des Stroud Water Research Centers aus Avondale, Pennsylvania gegründet.